# Edward Venables-Vernon-Harcourt
Edward Venables-Vernon-Harcourt (10 octobre 1757 - 5 novembre 1847) est un ecclésiastique anglican.
Il est évêque de Carlisle de 1791 à 1807, puis archevêque d'York de 1808 à 1847.